# Чорсада (Дангаринский район)
Чорсада (тадж. Чорсада) — село в Дангаринском районе Хатлонской области Республики Таджикистан. Административный центр джамоата (сельской общины) Лолазор Дангаринского района.
Находится на расстоянии 12 км от райцентра (пгт. Дангара).
Население — 3796 чел. (2017).